# Jelena Milovanović
Jelena Milovanović (Servisch: Јелена Миловановић) (Kragujevac, 28 april 1989) is een Servisch basketbalspeelster die uitkomt voor het nationale team van Servië. 

## Carrière
Petrović speelde voor Washington Mystics in de WNBA. In Europa speelde ze voor Šumadija Kragujevac, Dubočica Leskovac, Vojvodina Novi Sad, MKB-Euroleasing Sopron, Sparta&K Oblast Moskou Vidnoje, Uniqa-Euroleasing Sopron, Dinamo Koersk, Orduspor, Beşiktaş JK, Perfumerías Avenida en Sopron Basket. Ze stond in de EuroLeague Women finale maar verloor in 2011 en ze stond in de finale van de EuroCup Women maar verloor deze in 2014. In 2017 werd ze gekozen tot Serbian Basketball Player of the Year.
Met Servië won ze het Europees kampioenschap basketbal vrouwen 2015 en kwalificeerde ze zich voor het eerst in de historie voor de Olympische Spelen in 2016.

## Privé
Haar moeder is Ljubica Milovanović die vroeger ook basketbal speelde. Ze heeft een broer, Nenad Milovanović, die basketbalcoach is.